# Route départementale 24 (Hautes-Pyrénées)
Pour les articles homonymes, voir Route départementale 24.
La route départementale 24, ou RD 24, est une route départementale des Hautes-Pyrénées reliant Bizous à Bazordan.

## Descriptif

### Longueur
L'itinéraire présente une longueur de 23,29 km.

### Nombre de voies
La RD 24 est sur la totalité de son tracé bidirectionnelle à deux voies.

### Tracé
La RD 24 traverse le département du sud au nord à partir de Bizous depuis la route départementale D 26 et rejoint le village de Bazordan jusqu’à la limite de la Haute-Garonne.
Elle coupe la A64 au niveau de Cantaous et la D 817 à Pinas.
Elle raccorde le Pays des Nestes au Pays des Coteaux en Magnoac.

## Communes traversées
- Bizous
- Tuzaguet
- Cantaous
- Pinas
- Uglas
- Arné
- Monléon-Magnoac
- Bazordan

## Gestion, entretien et exploitation

### Organisation territoriale
En 2021, les services routiers départementaux sont organisés en cinq agences techniques départementales et 25 centres d'exploitation qui ont pour responsabilité l’entretien et l’exploitation des routes départementales de leur territoire. 
La RD 24 dépend des agences des Pays des Nestes et des Pays des Coteaux et des centres d'exploitations de Bourg-de-Bigorre et de Galan.

### Exploitation
En saison hivernale, le département publie une carte des conditions de circulation (C1 circulation normale, C2 délicate, C3 difficile, C4 impossible).

## Galerie

Sélection de vues des villages traversés.
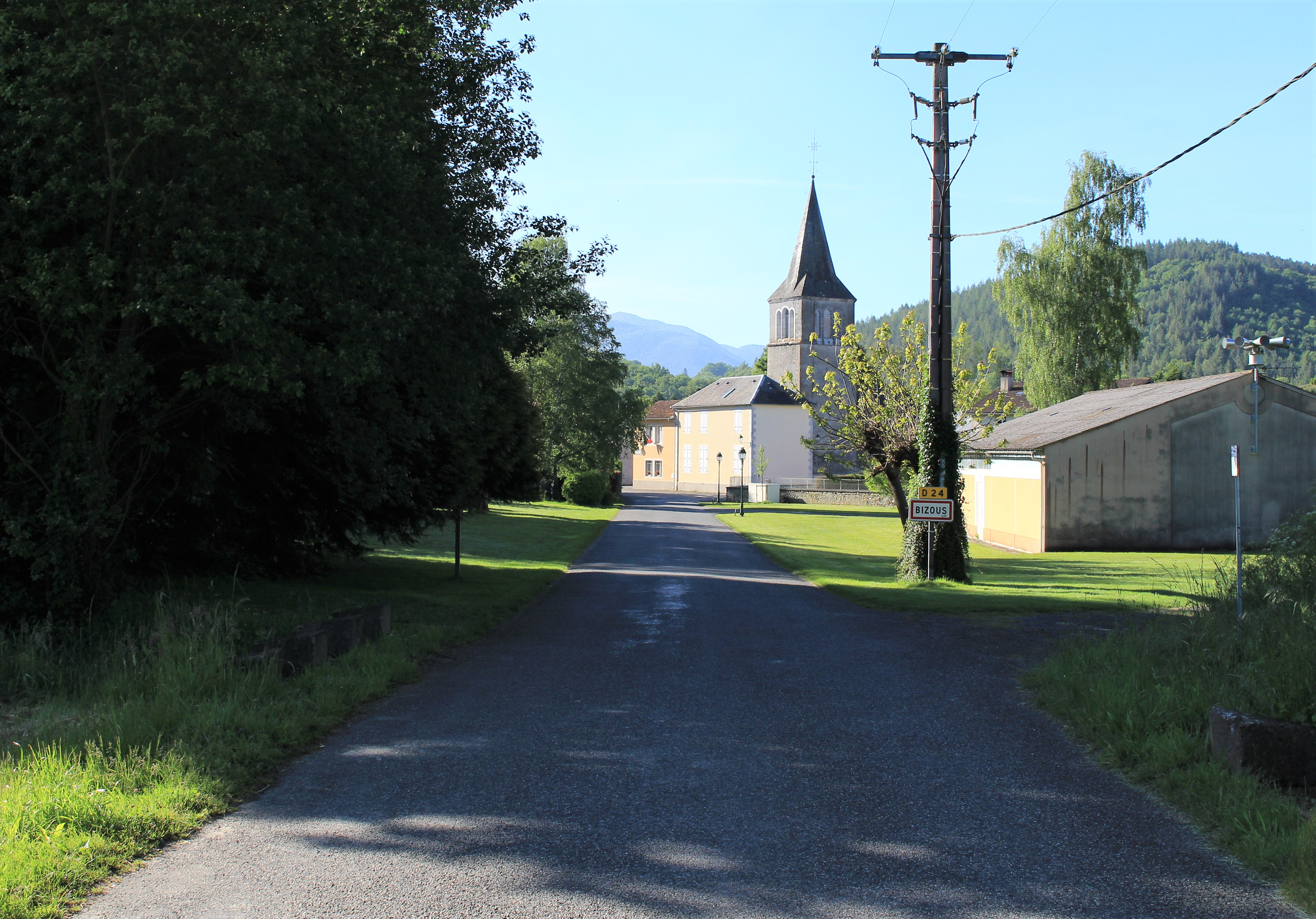
Entrée Nord de Bizous.
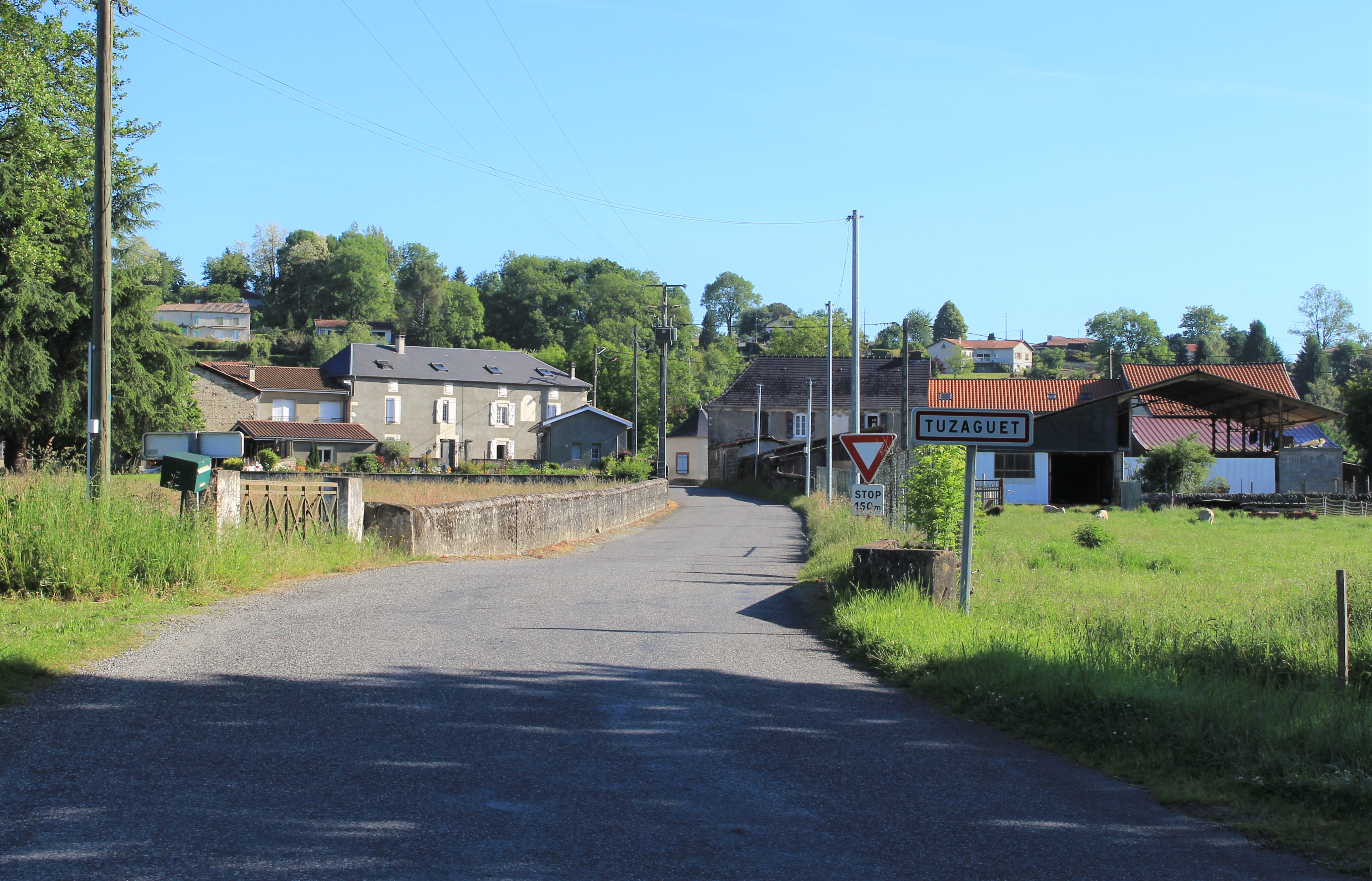
Entrée Sud de Tuzaguet.